# Chondrogaster angustisporus
Chondrogaster angustisporus är en svampart som beskrevs av Giachini, Castellano, Trappe & V.L. Oliveira 2000. Chondrogaster angustisporus ingår i släktet Chondrogaster och familjen Mesophelliaceae.   Inga underarter finns listade i Catalogue of Life.